# Saint-Martin-de-Jussac
Saint-Martin-de-Jussac är en kommun i departementet Haute-Vienne i regionen Nouvelle-Aquitaine i västra Frankrike. Kommunen ligger i kantonen Saint-Junien-Est som tillhör arrondissementet Rochechouart. År 2022 hade Saint-Martin-de-Jussac 567 invånare.

## Befolkningsutveckling
Antalet invånare i kommunen Saint-Martin-de-Jussac
| Referens: INSEE |